# Neptune Beach
Neptune Beach és una població dels Estats Units a l'estat de Florida. Segons el cens del 2000 tenia 7.270 habitants.

## Demografia
Segons el cens del 2000, Neptune Beach tenia 7.270 habitants, 3.282 habitatges, i 1.857 famílies. La densitat de població era de 1.145,7 habitants/km².
Dels 3.282 habitatges en un 24,2% hi vivien nens de menys de 18 anys, en un 44,9% hi vivien parelles casades, en un 8,2% dones solteres, i en un 43,4% no eren unitats familiars. En el 31,3% dels habitatges hi vivien persones soles el 7,7% de les quals corresponia a persones de 65 anys o més que vivien soles. El nombre mitjà de persones vivint en cada habitatge era de 2,22 i el nombre mitjà de persones que vivien en cada família era de 2,85.
Per edats la població es repartia de la següent manera: un 19,3% tenia menys de 18 anys, un 8,4% entre 18 i 24, un 33,3% entre 25 i 44, un 26,9% de 45 a 60 i un 12,1% 65 anys o més.
L'edat mediana era de 39 anys. Per cada 100 dones de 18 o més anys hi havia 99,7 homes.
La renda mediana per habitatge era de 53.576 $ i la renda mediana per família de 65.684 $. Els homes tenien una renda mediana de 43.431 $ mentre que les dones 30.264 $. La renda per capita de la població era de 30.525 $. Entorn de l'1,9% de les famílies i el 2,5% de la població estaven per davall del llindar de pobresa.

## Poblacions més properes
El següent diagrama mostra les poblacions més properes.